# Institut for Centerplanlægning
 Der er for få eller ingen kildehenvisninger i denne artikel, hvilket er et problem. Du kan hjælpe ved at angive troværdige kilder til de påstande, som fremføres i artiklen.

ICP A/S – tidligere Institut for Center-Planlægning – er et selvstændigt konsulentfirma, der siden 1959 har rådgivet om detailhandel og andre kundeorienterede servicefunktioner i Danmark og i udlandet.
Institut for Center-Planlægning har blandt andet foretaget undersøgelser af butiksudviklingen og handelsoplande i Danmark siden sin oprettelse.
Instituttet har været rådgiver for følgende danske kommuner: Ballerup, Egedal, Esbjerg, Faxe, Fredericia, Frederikssund, Furesø, Gentofte, Gladsaxe, Glostrup, Greve, Haderslev, Halsnæs, Herlev, Høje-Taastrup, Kolding, Københavns, Køge, Lyngby-Taarbæk, Middelfart, Nyborg, Odense, Randers, Silkeborg, Skive, Slagelse, Solrød, Stevns, Syddjurs, Vallensbæk, Vejen, Viborg, Vordingborg, Aabenraa, Aalborg, Århus.
Blandt instituttets kongstanker har været princippet om en "centerspiral". Ifølge denne grundtanke vil der under konkurrence i begyndelsen ske en vis udkonkurrering af mindre forretninger til fordel for større med en bedre beliggenhed. Denne koncentrering af handelen vil fortsætte indtil den dag, hvor afstandene mellem kunde og butik bliver så store, at der med fordel kan lægges en butik tættere på kundens bopæl forudsat, at denne ligeledes er konkurrencedygtig med hensyn til priser. De såkaldte "discount-butikker" og "lavpris-varehuse" opfattes således som led i denne "butiks-spiral".